# Gallicolumba rubescens
Gallicolumba rubescens é uma espécie de ave da família Columbidae.
É endémica da Polinésia Francesa.
Os seus habitats naturais são: florestas secas tropicais ou subtropicais e matagal húmido tropical ou subtropical.